# Lilian Nieto
Lilian Gorgonia Nieto Fernández (Chalhuanca, 25 de diciembre de 1961) es una actriz, cantante y docente peruana. Es conocida por su amplia trayectoria artística en obras de teatro, películas y telenovelas nacionales. 

## Biografía
Nació el 25 de diciembre de 1961 en Chalhuanca, ciudad de la Región Apurímac, bajo el nombre completo de Lilian Gorgonia Nieto Fernández. Comenzó su carrera artística a la edad de seis años como actriz infantil en diferentes obras teatrales. Vivió sus primeros años en su ciudad natal hasta cumplir los 15 años.
Realizó sus estudios escolares en el Colegio Nacional de Mujeres Teresa González de Fanning.[cita requerida] Tras mudarse a la capital Lima, Nieto estudió actuación en la Escuela de Actores de la Asociación de Artistas Aficionados, dirigida por el fallecido primer actor Ricardo Blume. A partir de los años 1980, inicia su etapa actoral de manera profesional, haciendo su debut en una producción teatral al lado de Alberto Ísola. Durante esa época, contraería una relación sentimental con el consultor político Julio Schiappa-Pietra, con quién tendría dos hijos: Eduardo Schiappa-Pietra y la también actriz de cine, teatro y televisión Lilian Schiappa-Pietra.[cita requerida]
En el año 1992, ingresa al reparto principal de la telenovela La Perricholi de ATV, bajo el papel de Teresa Hurtado de Mendoza.[cita requerida]
En el año 2005, tuvo una participación especial en la telenovela Augusto Ferrando: De pura sangre de Frecuencia Latina, como el papel de Mercedes Ferrando Dietz, la esposa del presentador de televisión protagonista en la etapa adulta.[cita requerida] En ese mismo año, fue parte del reparto principal de la telenovela María de los Ángeles como Doris.[cita requerida]
Al año siguiente, se suma al reparto recurrente de la telenovela Amores como el nuestro de Panamericana Televisión, bajo el personaje de María de Dioses.[cita requerida]
En el cine peruano, participó en el reparto central de la película Vidas paralelas en 2008, interpretando a una asistenta personal.[cita requerida]
A lo largo de su carrera artística, participó en más de 50 producciones teatrales. Fue parte del reparto principal de la obra Una hora de felicidad en 2010, bajo el papel de Trini Martínez, estrenada en el Teatro Mocha Graña. Además, fue parte de la primera versión peruana del montaje Cristo Light, dirigida por Eduardo Adrianzén, interpretando a la virgen María.
Entre los años 2012 y 2014, participó por tres temporadas consecutivas de la teleserie Conversando con la Luna de TV Perú, dentro del reparto principal.
En el año 2014, Nieto fue parte del elenco central de la película Gloria del Pacífico, bajo el papel de Rosa Bernal, madre de Alfonso Ugarte, héroe de la guerra del Pacífico, quién murió en el morro de Arica en 1880.
En el año 2014, protagoniza la obra teatral de drama Sobre lobos, dirigida por Mariana Silva, compartiendo el rol al lado de Gisela Ponce de León, interpretando a Gloria Peñascal, la matriarca de una familia de clase alta, volviendo a interpretar al personaje en la segunda temporada de 2015. Gracias a su interpretación, le ha valido ganar la categoría «Mejor actriz de drama» en los Premios El Oficio Crítico 2014. Previo a ello, participó en el elenco central de la otra producción del mismo formato La tiendita del horror.
En el año 2016, se une al elenco central del cortometraje Los viejos y los tesoros,[cita requerida] y al reparto principal de la obra teatral La humilde dinamita de Marbe Marticorena. En el año 2018 participó en el rol recurrente de la telenovela musical Cumbia pop bajo el papel de Julina Benavides, la abuela del protagonista Jonathan Michi.[cita requerida]
En la rama de la enseñanza, se desempeña como pedagoga teatral de la Escuela Nacional Superior de Arte Dramático. Además, trabajó en el programa educativo actoral en los colegios para el Gobierno Regional del Callao y es profesora de la escuela de teatro de Ricky Tosso.
En el año 2017, fue protagonista del montaje peruano Lo que callamos en familia, interpretando al personaje de Rosabel Rojas, una madre de familia.
A partir de los años 2020, firmó un contrato exclusivo con América Televisión para sumarse a diferentes proyectos actorales en la dicha casa televisora.[cita requerida] En el año 2021, fue parte del reparto recurrente de la teleserie Junta de vecinos como Bernarda Monje, y fue antagonista principal de la telenovela Eres mi sangre en 2025, bajo el personaje de Helena Moncada, la madre de Bastian Navarro y Catalina Navarro.[cita requerida] Seguidamente, se incluye el elenco central del remake La rosa de Guadalupe Perú interpretando varios roles en la trama.[cita requerida]
Continuó trabajando en teatro en el año 2019, incluyéndose como protagonista de la obra cómica Y ahora... ¿que hacemos con Jacinto? al lado de Amparo Brambilla y Cristhian Palomino.
En 2020, asume el reparto protagónico de la obra cómica peruana Hay que salir riendo junto a Bettina Oneto y Natalia Torres Vilar, bajo el papel de Connie, la dueña de la casa quién se reúne con sus amigas Leona y Millie para jugar bridge. Seguidamente, en 2019 protagoniza la obra teatral Tu madre, la Concho con los actores Dante del Águila, Sonia Seminario y su hija Lilian Schiappa-Pietra, bajo la dirección de Paola Vicente.
En el año 2022, asume el papel protagónico de la serie política web peruana Los Waykis, bajo la colaboración del portal Perú 21, interpretando a Diana, personaje inspirado en la presidenta peruana Dina Boluarte, a quién Nieto afirmó que la conoció cuando eran niñas en Chalhuanca. Seguidamente, protagoniza con Javier Valdés la obra teatral de drama Surte: El sonido de los sueños interpretando a Abi, la esposa de Facundo que recibe una llamada telefónica de su nieto que va a regresar al pueblo.
En el año 2024 se une al reparto central de la obra teatral La ratonera, interpretando a Mrs. Boyle, en el cual le ha valido su premiación en los Premios Teatro en el Perú, en la categoría «Mejor actriz de reparto».

## Filmografía

### Teatro
- Una hora de felicidad (2010), Trini Martínez (reparto central).
- Cristo Light, María (reparto principal).
- Sobre los lobos (2014-2015), Gloria Peñascal (protagonista).
- Bajo la batalla de Miraflores (2015-2018), reparto central.
- La tiendita del horror (2014), reparto principal.
- Una chica en mi clóset (2014), reparto central.[14]
- La humilde dinamita (2016), reparto central.
- Financiamiento desaprobado (2017), reparto central.
- La pícara suerte (2017), protagonista.
- Lo que callamos en familia (2017), Rosabel Rojas (protagonista).[7]
- El diario de Ana Frank (2018), reparto principal.
- La Celestina (2019), reparto central.
- La ópera K (2019), coprotagonista.
- Sed (2019), protagonista.
- Tu madre, la Concho (2019-2021), protagonista.
- Y ahora... ¿qué hacemos con Jacinto? (2019), protagonista.
- Hay que salir riendo (2020), Connie (protagonista).
- Surte, el sonido de los sueños (2022), reparto principal.
- Salamandra de hojalata (2023), reparto principal.[15]
- El Diablo (2023-2024), reparto principal.
- El día de la boda (2023), antagonista protagonista.
- La ratonera (2024), Mrs. Boyle (reparto central).

### Cine
- Vidas paralelas (2008), Asistenta personal (reparto secundario).
- Gloria del Pacífico (2014), Rosa Bernal (reparto principal).
- El viejo y sus tesoros (2016), reparto principal.
- Todo de mí (2021), Madre de Adrián (reparto central).

### Televisión
- La Perricholi (ATV; 1992), Teresa Hurtado de Mendoza (reparto central).
- Canela (Panamericana Televisión; 1994-1995), reparto recurrente.
- Nino (Panamericana Televisión; 1996-1997), reparto secundario.
- Augusto Ferrando: De pura sangre (Frecuencia Latina; 2005), Mercedes Ferrando Dietz (participación especial).
- María de los Ángeles (2005), Doris (reparto central).
- Las vírgenes de la cumbia (Frecuencia Latina; 2006), Yolanda (reparto recurrente).
- Amores como el nuestro (Panamericana Televisión; 2006), María de Dioses (reparto principal).
- Conversando con la Luna (TV Perú; 2012-2014), varios roles.
- Cumbia pop (América Televisión; 2017-2018), Julina Benavides Tinoco vda. de Michi (reparto principal).
- Junta de vecinos (América Televisión; 2021-2022), Bernarda Monje (reparto recurrente).
- La rosa de Guadalupe Perú (América Televisión; 2020-2025), varios roles (Rosario/Candelaria/Cristina).
- Eres mi sangre (América Televisión; 2025), Helena Moncada de Navarro (antagonista principal).

### Serie web
- Los Waykis (2022), Diana (protagonista).

## Premios y nominaciones
| Año  | Premios                   | Categoría               | Trabajo     | Resultado | Ref.             |
| ---- | ------------------------- | ----------------------- | ----------- | --------- | ---------------- |
| 2014 | Premios El Oficio Crítico | Mejor actriz de drama   | Sobre lobos | Ganadora  | [ 3 ]            |
| 2024 | Premios Teatro en el Perú | Mejor actriz de reparto | La ratonera | Ganadora  | [cita requerida] |